# 沙轆社之役
沙轆社之役，為1670年一場於臺灣發生的戰役，因明鄭將領劉國軒領軍前往半線屯田時與大肚王國平地原住民衝突而引爆。

## 事件經過
該事件的導火線有兩種──
1. 鄭氏為實施「寓兵於農」的策略，大批鄭軍在臺灣西南部平原屯田墾殖，拓墾的田地超過一萬八千四百五十四甲，此行動不但造成大肚王國境內原住民失去其傳統生活領域，面臨生存危機，因此導致雙方發生數次衝突。
2. 鄭成功攻台之役的過渡期，當時宣毅前鎮陳澤，奉命率領士兵與家眷，前往台灣中部屯墾與大肚王國遭遇，大肚王國表面率眾歌舞，大表歡迎，還設宴款待鄭軍。但當夜即突襲鄭軍營地。並從四面八方放火燒林，屠殺鄭軍。最終導致一千五百名鄭軍死亡。大肚王國因此和鄭氏結下樑子。
永曆十八年（1664年）鄭經退守台灣，派劉國軒前往半線屯田。當時明鄭擴張領土的行動，威脅到統治台中一帶的大肚王國，雙方的衝突由於前述兩種原因已無法避免。
永曆二十四年（1670年）大肚社、沙轆社武裝抵抗。左武衛劉國軒先後討伐沙轆社、大肚社，並派兵在沙轆社殺害數百名平埔族軍民（拍瀑拉族，Papora），全社只剩6人倖免於難，逼迫大肚社遷往埔里，水里社（今台中市龍井區）逃往水。連橫《臺灣通史》〈建國紀〉與〈劉國軒列傳〉記載，永曆二十四年八月份擊敗斗尾龍岸番，十月擊敗斗沙轆社，追擊大肚社至現在的南投北港溪。現在南投國姓鄉的地名由來與鄭軍追擊大肚社有關。

## 相關作品
- 《歷史小將：英雄之路》，四號機（繪）、臨貓（編劇），台灣，國立臺灣歷史博物館，2016